# Cisne rojo
Cisne rojo (en hangul, 화인가 스캔들; McCune-Reischauer, Hwain'ga sŭk'aendŭl; literalmente, «El escándalo de la familia Hwain»)  es una serie de televisión web surcoreana escrita por Choi Yoon-jung, dirigida por Park Hong-kyun, y protagonizada por Kim Ha-neul y Rain. Está disponible en la plataforma Disney+, donde sus diez episodios se fueron estrenando, dos cada miércoles, entre el 3 y el 31 de julio de 2024.

## Sinopsis
Oh Wan-soo creció en la pobreza, como hija de una madre soltera que trabajaba como caddie; esta un día fue despedida por llamar «señora» a Park Mi-ran, propietaria del campo de golf. Las estrecheces económicas aumentaron y Wan-soo tuvo que abandonar la escuela y trabajar también como caddie.
Sin embargo, posteriormente se mudó a Estados Unidos y allí cambió su vida al convertirse en una golfista de clase mundial, llamando la atención de muchos, incluido su futuro esposo, Kim Yong-guk, el heredero del Grupo Hwain. Obligada a pagar las deudas de su madre, Wan-soo aceptó casarse con Yong-guk, pero pronto se enteró de la infidelidad de su esposo. Durante más de una década, ha vivido con él, decidida a lograr que su matrimonio funcione, pero las cosas comienzan a cambiar rápidamente cuando se enfrenta a la noche más importante de su vida. Poco después de llegar a Manila por primera vez como Embajadora de Buena Voluntad, Wan-soo se ve envuelta en un tiroteo, pero escapa por poco de la muerte gracias al heroísmo del guardaespaldas de su empresa, Seo Do-yoon. Wan-soo empieza a sentirse interesada por Do-yoon y reflexiona sobre su vida hasta esa noche, pero no está segura de cuáles son las verdaderas motivaciones de este para trabajar para el Grupo Hwain.
Mientras sigue adelante con sus deberes, ahora con Do-yoon constantemente a su lado, se enfrenta a problemas aún mayores: no solo su posible asesino sigue sin ser identificado y anda suelto, sino que también descubre la verdad detrás de la riqueza del Grupo Hwain después de que su suegra revela que han estado involucrados en elaborados esquemas de lavado de dinero.

## Reparto

### Principal
- Kim Ha-neul como Oh Wan-soo, una exjugadora de golf que llegó a la cima de su profesión, se casó con el heredero del Grupo Hwain, se convirtió en presidenta de la fundación del grupo y ganó fama mundial a través de actividades filantrópicas.[8][9]
- Rain (Jung Ji-hoon) como Seo Do-yoon, un expolicía convertido en guardaespaldas que posee excelentes habilidades en artes marciales. Se une al equipo de seguridad del Grupo Hwain con su propio propósito y asume el deber de proteger a Wan-soo.[9][10][11]

### Secundario

#### Grupo Hwain
- Jung Gyu-woon como Kim Yong-guk, el heredero del Grupo Hwain y marido de Wan-soo, que puede tener todo lo que se le antoja, aunque no puede ganarse el corazón de su esposa.[12][13]
- Seo Yi-sook como Park Mi-ran, presidenta del Grupo Hwain y madre de Yong-guk y Yong-min, que choca constantemente con su nuera.[12][14]
- Yoon Je-moon como Han Sang-il, el representante legal del Grupo Hwain, es como un solucionador de problemas que maneja asuntos grandes y pequeños, y un personaje que controla todos los eventos y acciones.[15]
- Ki Eun-sae como Jang Tae-ra, que admira a Oh Wan-soo, el icono de la familia de artistas, pero que también tiene el deseo de superarla y convertirse en el nuevo rostro de la familia.[15]
- Go Yoon como Kim Yong-min, segundo hijo de la familia Hwain, hermano de Yong-guk, con el que compite ferozmente para hacerse con el grupo empresarial.[16]
- Kim Yoon-ji como Seo Ji-yeon, esposa de Yong-min, miembro de una familia chaebol y directora ejecutiva de la empresa de cosméticos Cosmo.[17][18]

#### Entorno de Wan-soo
- Shin Soo-jung como la secretaria Yoon.[19][20]
- Jung Joo-yeon como Lee Jin, la conductora de Wan-soo, una persona que esconde un secreto.[21]

#### Otros
- Ji Soo-won como Jang Soo-ryun, la madre de Jang Tae-ra.[22]
- Park Hyun-sook como la señora Byun, ama de llaves de la mansión del grupo Hwain.

## Producción y promoción
La serie es una producción de Studio&NEW, una filial de producción de contenido de NEW (Next Entertainment World). Está escrita por Choi Yun-jeong, quien también firmó los guiones de Three Sisters (2010) y Only Love (2014), ambas para SBS; la dirección corre a cargo de Park Hong-gyun (New Heart, 2007; Queen Seondeok, 2009; The Greatest Love, 2011, todas para MBC). El 26 de mayo Disney+ anunció los nombres de los dos protagonistas Kim Ha-neul y Rain, así como que había comenzado el rodaje.
Disney+ anunció el 3 de junio de 2024 la fecha de lanzamiento de la serie, para el mismo día del mes de julio, y distribuyó un cartel con los dos protagonistas. El 11 de junio lanzó el avance. Los días 13, 16, 19 y 22 de junio publicó sucesivamente algunos fotogramas de los personajes.
El 2 de julio se presentó la producción en el Hotel Conrad en Yeongdeungpo-gu, Seúl, con la asistencia de Seo Yi-sook, Rain, Kim Ha-neul, Ki Eun-se y Jeong Gyu-woon.

### Banda sonora original
En la banda sonora original de la serie participan, entre otros, los artistas Kim Jong-wan, vocalista de la banda de rock NELL; Stray, Kim Ho-yeon, Cocona, Elaine, Siyeon y Lim Dan-woo.

## Crítica
Carmen Chin (NME) describe la serie, a la que atribuye dos estrellas sobre cinco, como «tan genérica y llena de clichés como puede serlo». Añade después que «es difícil involucrarse emocionalmente con el K-drama porque se siente muy poco auténtico y cliché, como si alguien hubiera tomado todos los tropos posibles y los hubiera comprimido en un paquete no tan ordenado. Para empeorar las cosas, Rain y Kim Ha-neul tienen una evidente falta de química en pantalla». Por el contrario, elogia las «emocionantes secuencias de acción, que Rain interpreta maravillosamente».
Para Hwang Jae-ha, de la agencia de noticias Yonhap, la serie intenta diferenciarse de otras mediante el uso de elementos visuales de alto nivel, «pero no está claro si podrá librarse de la sensación de déjà vu ya que utiliza principalmente material que ha sido consumido repetidamente en otros dramas en el pasado».
Oh Gyeong-jin (Seoul) define la serie así: «un drama televisivo de principios de la década de 2000 ambientado en una familia chaebol. Se siente exactamente así. La trama es típica y el contenido cliché. Por muy buena que sea la actuación de los actores en este guion, parece difícil brillar».